# Cloud Technologies
Cloud Technologies S.A. – polska spółka działająca w obszarze nowych technologii, specjalizująca się w przetwarzaniu i sprzedaży danych wykorzystywanych do targetowania reklam online. Od 2022 roku notowana jest na głównym rynku GPW.

## Historia
Cloud Technologies została założona w 2011 roku przez Piotra Prajsnara w Warszawie. Początkowo działalność firmy koncentrowała się na przetwarzaniu danych o użytkownikach z rynku polskiego – baza danych obejmowała wówczas ok. 15 mln profili. W 2014 roku spółka rozpoczęła ekspansję zagraniczną, poszerzając bazę danych do ponad 3 miliardów profili użytkowników z całej Europy.
Obecnie Cloud Technologies przetwarza dane z ponad 200 rynków i dysponuje bazą ponad 50 miliardów profili użytkowników.

## Rozwój i produkty
W 2016 roku spółka uruchomiła markę OnAudience, globalnego dostawcę danych wykorzystywanych w reklamie internetowej, systemach klasy Business Intelligence oraz w rozwiązaniach data science.
W 2025 roku Cloud Technologies wprowadziła na rynek narzędzie AI pod nazwą Audience Intelligence, umożliwiające automatyczne tworzenie grup odbiorców do kampanii reklamowych. Narzędzie działa w oparciu o przetwarzanie dużych zbiorów danych i pozwala tworzyć segmenty odbiorców w kilka sekund.

## Technologia
Spółka opracowała autorską platformę typu Data Management Platform (DMP), która umożliwia integrację i zarządzanie danymi z różnych źródeł. Platforma obsługuje dane z ponad 25 miliardów urządzeń, w tym dane cookieless – pozyskiwane bez wykorzystania ciasteczek third party.

## Notowanie na giełdzie
Cloud Technologies zadebiutowała na rynku NewConnect w maju 2012 roku. W grudniu 2022 roku spółka przeniosła swoje notowania na Główny Rynek Giełdy Papierów Wartościowych w Warszawie. W ciągu dekady od debiutu jej kurs wzrósł o blisko 2000%.

## Strategia
W latach 2019–2021 spółka przeszła transformację modelu biznesowego, koncentrując się na sprzedaży danych jako strategicznego zasobu. Strategia na lata 2021–2023 zakładała zwiększenie przychodów z tego obszaru i umocnienie pozycji na rynku globalnym.
W maju 2023 roku Cloud Technologies ogłosiła nową strategię na lata 2023–2025, będącą kontynuacją poprzednich działań. Główne założenia obejmują rozwój sprzedaży danych i ekspansję zagraniczną.

## Model biznesowy
Model działania Cloud Technologies oparty jest na trzech głównych etapach:
- Zbieranie danych – dane są pozyskiwane z różnych urządzeń (m.in. mobilnych, desktopowych, CTV) i zawierają informacje o zachowaniu użytkowników w internecie.
- Profilowanie użytkowników – dane są przetwarzane w celu tworzenia segmentów, zawierających informacje m.in. o zainteresowaniach, intencjach zakupowych i innych cechach behawioralnych.
- Sprzedaż danych – dane są oferowane klientom w modelu programmatic, głównie za pośrednictwem platform DSP na rynkach takich jak Stany Zjednoczone[18], Wielka Brytania czy Europa Zachodnia[19].

## Wyróżnienia
Spółka była notowana w prestiżowych rankingach wzrostu, takich jak:
- Deloitte Technology Fast 50 Central Europe[20]
- Financial Times FT 1000: Europe’s Fastest Growing Companies[21]
- Europe’s Long-Term Growth Champions[22]

Polski dziennik „Parkiet” wskazał Cloud Technologies jako jedną z najbardziej zyskownych spółek notowanych na GPW w ostatniej dekadzie.